# Epitedia faceta
Epitedia faceta är en loppart som först beskrevs av Rothschild 1915.  Epitedia faceta ingår i släktet Epitedia och familjen mullvadsloppor. Inga underarter finns listade i Catalogue of Life.